# 이번엔 잘 되겠지
《이번엔 잘 되겠지》는 2021년에 개봉한 대한민국의 영화이다.

## 캐스팅
- 윤다훈
- 김명국
- 이선진
- 이상훈
- 황인선
- 하제용
- 남지우
- 왕휘
- 원재
- 이록
- 장유
- 최종남
- 한수아
- 이진주
- 장유
- 오지호 (특별출연)
- 김성수 (특별출연)
- 최철호 (특별출연)